# Liga Croata de Basquetebol
A Liga Croata de Basquetebol (em croata: A-1 Liga) é o primeiro nível das ligas profissionais de basquete da Croácia. Sua primeira temporada ocorreu em 1991, na sequência da Desintegração da Iugoslávia e o fim da Liga Iugoslava, e é organizado pelo Federação Croata de Basquetebol.
A Liga Croata, que é jogada com regras da FIBA, consiste atualmente de 14 equipes. 11 equipes disputam a temporada regular, e 3 equipes iniciam sua participação nos play-offs. O clube mais bem sucedido é o Cibona Zagreb, com 20 títulos do campeonato.

## Equipes Atuais
|         | Clube                   | Cidade    | Arena                             | Capacidade |
| ------- | ----------------------- | --------- | --------------------------------- | ---------- |
|         | Alkar                   | Sinj      | Sportska dvorana Ivica Glavan Ićo | 600        |
|         | Cedevita Junior         | Zagreb    | Dom Sportova                      | 3 500      |
|         | Cibona                  | Zagreb    | Pavilhão Drazen Petrovic          | 5 400      |
|         | Dinamo-Zagreb           | Zagreb    | Pavilhão Drazen Petrovic          | 5 400      |
|         | Dubrava                 | Zagreb    | Pavilhão Dubrava                  | 2 000      |
|         | Dubrovnik               | Dubrovnik | SD Gospino Polje                  | 2 500      |
| Aumento | Kvarner 2010            | Rijeka    | Dvorana Dinko Lukarić             | 1 100      |
|         | Split                   | Split     | Arena Gripe                       | 3 500      |
|         | Šibenka                 | Šibenik   | Pavilhão Baldekin                 | 900        |
|         | KK Vrijednosnice Osijek | Osijek    | Gradski vrt Hall                  | 1 448      |
|         | Zabok                   | Zabok     | Pavilhão Zabok                    | 3 000      |
|         | Zadar                   | Zadar     | Krešimir Ćosić                    | 7 997      |

- Promovidos da Prva Liga na temporada anterior
- Campeão da Copa da Croácia (Kup Krešimir Ćosić) 2024
- Campeão da Premijer Liga 2023-24

## Desempenho por clube
| Clube    | Campeões | Títulos |
| -------- | -------- | --- |
| Cibona   | 20       | 1991-92, 1992-93, 1993-94, 1994-95, 1995-96, 1996-97, 1997-98, 1998-99, 1999-00, 2000-01, 2001-02, 2003-04, 2005-06, 2006-07, 2008-09, 2009-10, 2011-12, 2012-13, 2018-19, 2021-22 |
| Zadar    | 6        | 2004-05, 2007-08, 2020-21, 2022-23, 2023-24, 2024-25 |
| Cedevita | 3        | 2013-14, 2014-15 e 2015-16 |
| KK Split | 1        | 2002-03 |
| Zagreb   | 1        | 2010-11 |

## Playoffs Finais
Vencedores em jogos entre o primeiro e o quarto e o segundo e terceiro na temporada regular, jogam uns contra os outros pelo título
| Temporada | Vantagem de jogar em casa                               | Resultado                                               | Disputa a final fora de casa                            | 1º Colocado na Temporada Regular                        | Record                                                  |
| --------- | ------------------------------------------------------- | ------------------------------------------------------- | ------------------------------------------------------- | ------------------------------------------------------- | ------------------------------------------------------- |
| 1991-92   | Cibona                                                  | 2–1                                                     | Zadar                                                   | Cibona                                                  | 8–2                                                     |
| 1992-93   | Cibona                                                  | 2–1                                                     | Slobodna Dalmacija Split                                | Cibona                                                  | 17–1                                                    |
| 1993-94   | Cibona                                                  | 3–0                                                     | Croatia Osiguranje Split                                | Cibona                                                  | 14–0                                                    |
| 1994-95   | Cibona                                                  | 3–1                                                     | Zrinjevac                                               | Cibona                                                  | 12–2                                                    |
| 1995-96   | Cibona                                                  | 3–1                                                     | Croatia Osiguranje Split                                | Cibona                                                  | 25–3                                                    |
| 1996-97   | Cibona                                                  | 3–1                                                     | Croatia Osiguranje Split                                | Cibona                                                  | 19–3                                                    |
| 1997-98   | Cibona                                                  | 3–1                                                     | Zadar                                                   | Cibona                                                  | 24–2                                                    |
| 1998-99   | Zadar                                                   | 1–3                                                     | Cibona                                                  | Zadar                                                   | 19–3                                                    |
| 1999-00   | Zadar                                                   | 0–2                                                     | Cibona                                                  | Zadar                                                   | 20–2                                                    |
| 2000-01   | Cibona                                                  | 3–0                                                     | Split Croatia Osiguranje                                | Cibona                                                  | 18–4                                                    |
| 2001-02   | Cibona                                                  | 2–0                                                     | Zadar                                                   | Cibona                                                  | 12–2                                                    |
| 2002-03   | Split Croatia Osiguranje                                | 2–0                                                     | Cibona                                                  | Split Croatia Osiguranje                                | 12–2                                                    |
| 2003-04   | Cibona                                                  | 3–1                                                     | Zadar                                                   | Cibona                                                  | 13–1                                                    |
| 2004-05   | Zadar                                                   | 3–2                                                     | Cibona                                                  | Zadar                                                   | 12–2                                                    |
| 2005-06   | Cibona                                                  | 2–1                                                     | Zadar                                                   | Cibona                                                  | 14–0                                                    |
| 2006-07   | Cibona                                                  | 3–2                                                     | Zadar                                                   | Cibona                                                  | 12–2                                                    |
| 2007-08   | Zadar                                                   | 3–2                                                     | Split Croatia Osiguranje                                | Zadar                                                   | 13–1                                                    |
| 2008-09   | Cibona                                                  | 3–1                                                     | Zadar                                                   | Cibona                                                  | 13–1                                                    |
| 2009-10   | Cibona                                                  | 3–2                                                     | Zadar                                                   | Cibona                                                  | 12–2                                                    |
| 2010-11   | Cedevita                                                | 0–3                                                     | Zagreb Croatia Osiguranje                               | Cedevita                                                | 12–2                                                    |
| 2011-12   | Cibona                                                  | 3–1                                                     | Cedevita                                                | Cibona                                                  | 14–0                                                    |
| 2012-13   | Cibona                                                  | 3–0                                                     | Zadar                                                   | Cibona                                                  | 12–2                                                    |
| 2013-14   | Cedevita                                                | 3–0                                                     | Cibona                                                  | Cedevita                                                | 13–1                                                    |
| 2014-15   | Cedevita                                                | 3–1                                                     | Cibona                                                  | Cedevita                                                | 12–2                                                    |
| 2015-16   | Cedevita                                                | 3–0                                                     | Cibona                                                  | Cedevita                                                | 13–1                                                    |
| 2016-17   | Cedevita                                                | 3–2                                                     | Cibona                                                  | Šibenik                                                 | 21–5                                                    |
| 2017-18   | Cedevita                                                | 3–1                                                     | Cibona                                                  | Cedevita                                                | 23–1                                                    |
| 2018-19   | Cibona                                                  | 4–0                                                     | Cedevita                                                | Zadar                                                   | 13–1                                                    |
| 2019-20   | Temporada cancelada por motivos da Pandemia de COVID-19 | Temporada cancelada por motivos da Pandemia de COVID-19 | Temporada cancelada por motivos da Pandemia de COVID-19 | Temporada cancelada por motivos da Pandemia de COVID-19 | Temporada cancelada por motivos da Pandemia de COVID-19 |
| 2020-19   | KK Zadar                                                | 3–2                                                     | KK Split                                                | KK Zadar                                                | 29–4                                                    |
| 2021-22   | Cibona                                                  | 3–2                                                     | KK Zadar                                                | Cibona                                                  | 26–7                                                    |
| 2022-23   | Zadar                                                   | 3–0                                                     | KK Split                                                | KK Split                                                | 26–6                                                    |
| 2023-24   | Zadar                                                   | 3–2                                                     | KK Split                                                | KK Zadar                                                | 31–2                                                    |
| 2024-25   | Zadar                                                   | 3–1                                                     | KK Split                                                | KK Zadar                                                | 30–3                                                    |

### Por Clube
| Clube     | V  | D  | Total |
| --------- | -- | -- | ----- |
| Cibona    | 20 | 6  | 26    |
| Zadar     | 6  | 11 | 14    |
| Cedevita  | 5  | 2  | 7     |
| Split     | 1  | 8  | 8     |
| Zagreb    | 1  | 0  | 1     |
| Zrinjevac | 0  | 1  | 1     |